# Куюк (Балтасинский район)
Кую́к (тат. Көек) — деревня в Балтасинском районе Республики Татарстан, в составе Балтасинского городского поселения.

## Этимология
Топоним произошёл от татарского слова «көек» (выгоревшее место в лесу, гарь).

## География
Деревня находится на левом притоке реки Норма, в 4 км к югу от районного центра — посёлка городского типа Балтаси.

## История
Деревня Куюк (до 1930-х гг. была известна под названием Токтамыш-Куюк) упоминается в первоисточниках с 1710-1711 годов.
В сословном плане, в XVIII веке и вплоть до 1860-х годов жителей деревни причисляли к государственным крестьянам. Их основными занятиями в то время были земледелие, скотоводство, торговля.
В «Списке населенных мест по сведениям 1859 года», изданном в 1866 году, населённый пункт упомянут как казённая деревня Токтамыш-Куюк 2-го стана 11Казанского уезда Казанской губернии. Располагалась при безымянном ручье, по правую сторону Сибирского почтового тракта, в 106 верстах от уездного и губернского города Казани и в 48 верстах от становой квартиры в заштатном городе Арске. В деревне, в 26 дворах жили 252 человека (121 мужчина и 131 женщина), была мечеть.
По сведениям из первоисточников, в начале XX столетия в деревне действовали мечеть (с 1888 года), мектеб, мелочная лавка. Земельный надел сельской общины составлял 605,9 десятины.
До 1920 года деревня входила в Балтасинскую волость Казанского уезда Казанской губернии, с 1920 года — к Арскому кантону. С 10 августа 1930 года в Тюнтерском, со 2 марта 1932 года в Балтасинском, с 1 февраля 1963 года в Арском, с 12 января 1965 года в Балтасинском районах.
С 1932 года в деревне работали  колхозы, с 1996 года деревня была в составе сельскохозяйственного производственного кооператива имени Ленина.
В деревне работала начальная школа, в 2010 году закрыта.

## Население
| 1782 | 1859 | 1897 | 1908 | 1920 | 1926 | 1938 | 1949 | 1958 | 1970 | 1979 | 1989 | 2002 | 2010 | 2015 |
| ---- | ---- | ---- | ---- | ---- | ---- | ---- | ---- | ---- | ---- | ---- | ---- | ---- | ---- | ---- |
| 62   | 252  | 291  | 321  | 345  | 270  | 304  | 272  | 169  | 174  | 161  | 114  | 130  | 127  | 148  |

Национальный состав
Согласно результатам переписи 2002 года, в национальной структуре населения села татары составляли 100% из 130 человек.

## Экономика
Жители работают преимущественно в ООО «Сурнай» (с 2007 г.), занимаются пчеловодством, скотоводством, полеводством.

## Инфраструктура
В селе действуют библиотека, фельдшерско-акушерский пункт.

## Религия
Мечеть (1996 год).